# Alfie Arcuri
Alfie James Arcuri (Camden, 19 aprile 1988) è un cantante australiano, noto per aver vinto la quinta edizione della versione australiana di The Voice nel 2016.

## Biografia
Nato in una cittadina sulla costa del Nuovo Galles del Sud, prima di entrare nel mondo della musica Alfie Arcuri ha lavorato come architetto. Ha fatto coming out come omosessuale nel 2013.
Nel 2016 ha preso parte alle audizioni per la quinta edizione del talent show australiano The Voice, cantando Scars di James Bay e venendo accettato nel team di Delta Goodrem. Nella serata finale del 10 luglio 2016 è stato proclamato vincitore del programma, che gli ha garantito un premio di AUS$100.000, una nuova auto e un contratto discografico con la Universal Music Australia.
Il suo singolo di debutto, Cruel, è stato pubblicato subito dopo la sua vittoria a The Voice e ha debuttato all'ottantanovesimo posto nella classifica australiana con 1 458 copie vendute in una settimana, il risultato peggiore per un vincitore del programma. Il 29 luglio 2016 è uscito il suo primo album, Zenith, che è entrato al quinto posto nella classifica settimanale degli album più venduti in Australia. A novembre 2016 il cantante ha intrapreso la sua prima tournée attraverso l'Australia.

## Esibizioni aThe Voice
| Esibizioni a The Voice | Esibizioni a The Voice                                                            | Esibizioni a The Voice       | Esibizioni a The Voice |
| Episodio               | Canzone                                                                           | Risultato                    |                        |
| ---------------------- | --------------------------------------------------------------------------------- | ---------------------------- | ---------------------- |
| Audizioni              | Scars (James Bay)                                                                 | Qualificato                  |                        |
| Duelli                 | Drag Me Down (One Direction)                                                      | Qualificato                  |                        |
| Duelli                 | Red (Daniel Merriweather)                                                         | Qualificato                  |                        |
| 1ª serata dal vivo     | Pillowtalk (Zayn)                                                                 | Qualificato tramite televoto |                        |
| 2ª serata dal vivo     | Lay Me Down (Sam Smith)                                                           | Qualificato tramite televoto |                        |
| 3ª serata dal vivo     | I Can't Make You Love Me (Bonnie Raitt)                                           | Qualificato tramite televoto |                        |
| Semi-finale            | All of Me                                                                         | Qualificato                  |                        |
| Finale                 | Catapult (Jack Savoretti)                                                         | Vincitore                    |                        |
| Finale                 | Beneath Your Beautiful (Labrinth featuring Emeli Sandé), duetto con Delta Goodrem | Vincitore                    |                        |
| Finale                 | Cruel (canzone originale)                                                         | Vincitore                    |                        |

## Discografia

### Album
- 2016 - Zenith

### Singoli
- 2016 - Cruel
- 2017 - If Only They Knew
- 2017 - Love Is Love
- 2019 - To Myself